# 33478 Deniselivon
33478 Deniselivon este un asteroid din centura principală de asteroizi.

## Descriere
33478 Deniselivon este un asteroid din centura principală de asteroizi. A fost descoperit pe 2 aprilie 1999 la Wykrota de Cristóvão Jacques (astronom). Asteroidul prezintă o orbită caracterizată de o semiaxă mare de 2,30 ua, o excentricitate de 0,10 și o înclinație de 3,7° în raport cu ecliptica.